# 玛丽娜·布瓦耶
玛丽娜·克莱芒丝·布瓦耶（法語：Marine Clémence Boyer，2000年5月22日—），法国女子竞技体操运动员，2018年地中海运动会女子平衡木金牌得主和女子团体全能银牌得主、2023年世界竞技体操锦标赛女子团体全能铜牌得主。